# Parafia Przemienienia Pańskiego w Łukowie
Parafia Przemienienia Pańskiego w Łukowie – parafia rzymskokatolicka w Łukowie.
Parafia erygowana w 1250. Obecny kościół parafialny murowany, wybudowany w latach 1733–1762 kosztem mieszkańców miasta Łukowa i okolic oraz pomocy kasztelana Jana Jezierskiego, staraniem OO. Pijarów. 15 czerwca 1997  biskup siedlecki Jan Wiktor Nowak przy kościele Przemienienia Pańskiego erygował Kapitułę Kolegiaty Łukowskiej, a budynek podniósł do godności kościoła kolegiackiego. Świątynia znajduje się przy placu Narutowicza.
Do parafii należą wierni z części Łukowa oraz miejscowości: Biardy, Gołaszyn (do torów), Ławki i Turze Rogi. Wspólnota parafialna liczy 9 815 wiernych.
Przy parafii działają Akcja Katolicka, Grupa Modlitewna św. Ojca Pio, Klub Inteligencji Katolickiej, Koło Przyjaciół Katolickiego Radia Podlasie, kółka różańcowe i Ruch Światło-Życie.
Od 1 lipca 2019 funkcję proboszcza pełni ks. kan. Jerzy Cąkała.